# Sarkuwa
Sarkuwa (en népalais : सर्कुवा) est un comité de développement villageois du Népal situé dans le district de Baglung. Au recensement de 2011, il comptait 2 319 habitants.